# María Fernanda Restrepo
María Fernanda Restrepo Arismendi es una productora especializada en el género documental. Nacida en Quito de padres colombianos, estudió su carrera universitaria en la Universidad San Francisco de Quito, graduándose en Periodismo y Producción de Cine y Televisión.
Su primer largometraje fue Con mi corazón en Yambo, relata la historia de la desaparición de sus hermanos  Santiago y Andrés Restrepo y la lucha que su familia sostiene para esclarecer los hechos del crimen. María Fernanda relata que con este documental busca refrescar la memoria de un país, aportar con su granito de arena.